# András Gosztonyi
András Gosztonyi (Kaposvár, 7 novembre 1990) è un calciatore ungherese, ala o centrocampista del Fehérvárcsurgó.

## Carriera

### Club
Gosztonyi ha cominciato a giocare calcio nel Mézga nel 1997. Nel 2006 l'MTK Budapest lo ha acquistato, ed ha giocato la prima partita di NBI contro il Győri ETO nel 2009. In questa stagione ha giocato 11 partite.
Nella stagione 2009-2010 ha segnato 5 reti in 13 partite.
Nel mercato invernale della stagione 2009-2010 è passato in prestito con diritto di riscatto al Bari, esordendo nel campionato italiano l'11 aprile 2010 in Siena-Bari (3-2). Al termine della stagione i pugliesi non hanno esercitato il diritto di riscatto, quindi il calciatore è tornato all'MTK Budapest.

### Nazionale
Gosztonyi ha partecipato al Campionato mondiale di calcio Under-20 nel 2009, che si è svolta in Egitto. Gosztonyi ha segnato un rigore contro la Repubblica Ceca negli ottavi di finale.

## Palmarès

### Club

#### Competizioni nazionali
- Campionato ungherese: 1

Videoton: 2010-2011
- Supercoppa d'Ungheria: 1

Videoton: 2011
- Coppa di Lega ungherese: 1

Videoton: 2011-2012